# Mistrzostwa Afryki w Piłce Ręcznej Mężczyzn 1979
Mistrzostwa Afryki w piłce ręcznej mężczyzn 1979 – trzecie mistrzostwa Afryki w piłce ręcznej mężczyzn, oficjalny międzynarodowy turniej piłki ręcznej o randze mistrzostw kontynentu organizowany przez CAHB mający na celu wyłonienie najlepszej męskiej reprezentacji narodowej w Afryce, który odbył się w dniach 20–31 lipca 1979 roku w Kongu.
Tytuł zdobyty w 1976 roku obroniła reprezentacja Tunezji.

## Klasyfikacja końcowa
| Miejsce | Reprezentacja            | Uwagi          |
| ------- | ------------------------ | -------------- |
| złoto   | Tunezja                  | awans: IO 1980 |
| srebro  | Egipt                    | -              |
| brąz    | Algieria                 | awans: IO 1980 |
| 4       | Kongo                    | -              |
| 5       | Kamerun                  | -              |
| 6       | Togo                     | -              |
| 7       | Wybrzeże Kości Słoniowej | -              |
| 8       | Nigeria                  | -              |

## Wyniki

### Finał
|  | Tunezja | 21:17 | Egipt |  |
|  |         | 21:17 |       |  |

### Mecz o 3. miejsce
|  | Algieria | 26:24 | Kongo |  |
|  |          | 26:24 |       |  |